# Koala (chanson)
Pour les articles homonymes, voir Koala (homonymie).
Singles par Oliver Heldens
Gecko (Overdrive)
(2014) THIS
(2014)
Koala est une chanson du DJ et producteur néerlandais Oliver Heldens. Le titre est sorti le 16 juillet 2014 en téléchargement numérique sur le label Spinnin' Records aux Pays-Bas. La chanson a été écrite et produite par Oliver Heldens.

## Liste des formats et éditions
| 1. | Koala (Radio Edit) | 2:48 |

| 1. | Koala (Michael Calfan Remix) | 4:26 |

## Classement hebdomadaire
| Classement (2014)                      | Meilleure position |
| -------------------------------------- | ------------------ |
| Pays-Bas (Nederlandse Top 40)          | 23                 |
| Belgique (Flandre Ultratop 50 Singles) | 33                 |
| Belgique (Wallonie Ultratip 50)        | 17                 |

## Last All Night (Koala)
Singles par Oliver Heldens
Pikachu
(2014) You Know
(2014)
Singles par KStewart
Games
(2014)
Last All Night (Koala) est une deuxième version de Koala en featuring KStewart. Le titre est sorti le 7 décembre 2014 en téléchargement numérique sur Beatport, puis sur iTunes.

### Liste des formats et éditions
| 1. | Last All Night (Koala) (Radio Edit) | 3:15 |

| 1. | Koala (Original Mix)                          | 4:24 |
| 2. | Last All Night (Koala) (Toyboy & Robin Remix) | 5:12 |
| 3. | Last All Night (Koala) (LOW STEPPA Remix)     | 5:14 |
| 4. | Last All Night (Koala) (TC4 Remix)            | 4:48 |
| 5. | Last All Night (Koala) (Reso Remix)           | 4:15 |

### Classement hebdomadaire
| Classement (2014)              | Meilleure position |
| ------------------------------ | ------------------ |
| Autriche (Ö3 Austria Top 40)   | 67                 |
| France (SNEP)                  | 132                |
| Allemagne (Media Control AG)   | 53                 |
| Écosse (OCC)                   | 6                  |
| Royaume-Uni (UK Singles Chart) | 5                  |